# Karl Heckel (Verwaltungsbeamter)
Karl Heckel (* 11. August 1893 in Stuttgart; † 26. September 1965 in Freudenstadt) war ein deutscher Verwaltungsjurist.

## Leben
Heckel, Sohn eines Kaufmanns und evangelischer Konfession, studierte von 1912 bis 1920 Rechtswissenschaften in Tübingen. Er war Mitglied der Studentenverbindung Turnerschaft Hohenstaufia Tübingen. Er legte 1920 die erste und 1922 die zweite Staatsprüfung ab. 1926 wurde er in Tübingen zum Dr. iur. promoviert.
1922 trat er in die württembergische Innenverwaltung ein. Zum 1. Mai 1933 schloss er sich der NSDAP an (Mitgliedsnummer 3.226.993). Er leitete als Landrat das Oberamt Backnang von 1933 bis 1936. 1936 wechselte er aus gesundheitlichen Gründen in das Innenministerium. 1938 wurde er Oberregierungsrat zunächst beim Oberversicherungsamt Stuttgart und danach in der Bezirksverwaltung. Ab 1939 war er im Innenministerium und 1940 wurde er kommissarisch Hauptberichterstatter des Geschäftsteils IIIa (Polizeisachen). 1942 erfolgte krankheitshalber auf Antrag die vorzeitige Zurruhesetzung.
Ab 1949 war er im Innenministerium Württemberg-Baden tätig, zunächst als Teilzeitangestellter und 1952 als Oberregierungsrat. 1952 wurde er an das Regierungspräsidium Nordwürttemberg abgeordnet, wo er 1953 Referatsleiter und 1954 Regierungsdirektor wurde. 1959 trat er in den Ruhestand.

## Ehrungen
- 1961: Bundesverdienstkreuz I. Klasse